# Malacomys longipes
 Malacomys longipes es una especie de roedor de la familia Muridae.

## Distribución geográfica
Se encuentra en Angola, Camerún, República Centroafricana, República del Congo, República Democrática del Congo, Guinea Ecuatorial, Gabón, Nigeria, Sudán, Uganda y Zambia.

## Hábitat
Su hábitat natural son: Clima tropical o Clima subtropical, bosques húmedos de tierras bajas. 